# Randy Newman
Randall Stuart "Randy" Newman (Los Angeles, 28 de novembre de 1943) és un compositor, arranjador, cantant i pianista estatunidenc per les seves cançons pop de protesta i per la seva música de cinema.
Des de la dècada del 1980, Newman ha treballat principalment com a compositor de música de cinema amb bandes sonores que inclouen Ragtime, The Natural, i Toy Story.
Newman sempre ha obtingut elogis de la crítica, fins i tot quan les seves vendes eren modestes. Ha guanyat una colla de premis, incloent-hi dos Oscar, un premi Emmy, i quatre premis Grammy.

## Infància
Nascut a Los Angeles, Califòrnia, es traslladava amb la seva família d'origen jueu a Nova Orleans, Louisiana, per viure amb la família de la seva mare. A l'edat d'onze anys torna amb la seva família a Los Angeles. Pertany a una nissaga de compositors dels quals cal esmentar els tres germans del seu pare: Alfred Newman, Lionel Newman i Emil Newman, i els seus cosins Thomas, David, i Joey. Newman assistia a la Universitat de Califòrnia.

## Compositor
Newman es convertia en un compositor professional molt aviat amb només disset anys; el 1961 va treure el seu primer single. Les seves primeres cançons eren enregistrades per Gene Pitney, entre d'altres. Fou breument membre de la banda The Tikis, que més endavant es convertirien en Harpers Bizarre, coneguts per la seva versió de l'èxit del 1967 cantat per Paul Simon, "Feelin' Groovy". Newman va mantenir una relació musical propera amb Harpers Bizarre, als qui oferia algunes de les seves pròpies composicions, incloent-hi "Simon Smith and the Amazing Dancing Bear" (més tard realitzat per Scooter i Fozzie the Bear en el primer episodi de The Muppet Show) i "Happyland".
El seu àlbum de debut el 1968 Randy Newman ni tan sols va arribar al Billboard Top 200. Tanmateix, molts artistes com Alan Price, Judy Collins, The Everly Brothers, Dusty Springfield, Pat Boone o Peggy Lee van interpretar les seves cançons. El 1970, Harry Nilsson va gravar un àlbum amb composicions de Newman anomenat Nilsson Sings Newman. Aquest disc va ser tot un èxit, i va aplanar el camí per al següent disc de Newman, 12 Songs, on va abandonar els elaborats arranjaments del seu primer àlbum per un so més bàsic que permetia lluir el so del seu piano. Aquest disc va ser aclamat per la crítica, però els temes de les seves cançons (racisme, sexisme, violència...) van fer que no tingués gran èxit comercial en l'era de James Taylor i Three Dog Night (els quals van tenir un gran èxit amb el seu tema "Mama Told Me Not to Come"). A l'any següent, el seu disc Randy Newman Live va arribar al 191 de la llista Billboard.
El 1972 va publicar el seu disc Sail Away, que assoleix el lloc 163 en aquesta llista, on apareixien cançons com la que dona nom al disc i que va entrar a formar part del repertori de Ray Charles), "Burn On" on parlava de la contaminació del riu Cuyahoga a Ohio, o potser la més coneguda "You Can Leave Your Hat On", que va ser posteriorment interpretada per Joe Cocker, Keb Mo, Tom Jones o Etta James.
En anys posteriors va publicar discs com Good Old Boys, que va arribar al lloc 36 i que va estar 21 setmanes en el Top 200; Little Criminals, on apareixien les cançons "Short people" o "You Light Up My Life" (amb aquesta última Debby Boone va estar 10 setmanes en el número 1 de les llistes); Born Again, on apareixia la cançó "The Story of a Rock and Roll Band" que va interpretar l'ELO; Trouble in Paradise, on estava inclòs el seu èxit "I Love L.A."; o Land of Dreams, on recorda la seva joventut a Nova Orleans.

## Compositor de cinema
El primer treball de partitura de Newman va ser per a televisió, creant música de fons per a un episodi de 1962 de The Many Loves of Dobie Gillis, i després treballant breument als programes de televisió dels anys 60 Lost in Space, Peyton Place i Voyage To The Bottom Of The Sea i més àmpliament a Judd For The Defense. El 1966, un àlbum de Peyton Place de Newman va aparèixer la música, acreditada a The Randy Newman Orchestra. La música no era una partitura de cap episodi, sinó música incidental de biblioteca dissenyada per escoltar-se en contextos on els personatges encenen una emissora de ràdio o miraven la televisió. Newman afirma que desconeixia l'existència de l'àlbum en el moment del llançament i no l'inclou a la "discografia completa" oficial del seu lloc web. També va coescriure la cançó principal del drama de 1970 Cover Me Babe. L'enregistrament va ser realitzat per Bread.
Newman també va coescriure cançons pop per a pel·lícules ja el 1964, va escriure "Look At Me" amb Bobby Darin per a The Lively Set (1964) i "Galaxy-a". -Go-Go, or Leave It To Flint" amb Jerry Goldsmith per Our Man Flint (1966). Tanmateix, el treball de Newman com a compositor de partitures de pel·lícules reals va començar amb la sàtira de Norman Lear de 1971 Cold Turkey. Va tornar al cinema amb Ragtime de 1981, per la qual va ser nominat a dos Premis de l'Acadèmia. Newman va coescriure la pel·lícula de 1986 Three Amigos amb Steve Martin i Lorne Michaels, va escriure tres cançons per a la pel·lícula i va proporcionar la veu per a la cantant.
Newman ha escrit nou llargmetratges de Disney/Pixar; Toy Story, A Bug's Life, Toy Story 2, Monsters, Inc.,  Cotxes, Toy Story 3, Monsters University, Cars 3 i  Toy Story 4. Ha obtingut almenys una nominació a l'Oscar per a sis de les nou pel·lícules que ha obtingut per a Pixar, guanyant el premi per Monsters, Inc. i  Toy Story 3, ambdues vegades en la categoria de Millor Cançó Original. Les partitures addicionals de Newman inclouen Avalon, Parenthood,  James and the Giant Peach, Seabiscuit, Awakenings, The Paper' , Meet the Parents, i la seva seqüela, Meet the Fockers. La seva partitura per a Pleasantville va ser nominada a l'Academy Award. També va escriure les cançons de Cats Don't Dance de Turner.
Newman va tenir la dubtosa distinció de rebre la majoria de nominacions als Premis de l'Acadèmia (Oscars) (15) sense una sola victòria. La seva ratxa de pèrdues es va trencar quan va rebre el "Premi de l'Acadèmia a la millor cançó original" el 2002, per la cançó de Monsters, Inc. "If I Didn't Have You", superant Sting, Enya i Paul McCartney. Després de rebre una gran ovació, un Newman perplex però emotiu va començar el seu discurs d'acceptació amb "No vull la vostra pietat!" Quan l'orquestra va començar a tocar el subratllat que significava que el temps de l'orador a l'escenari s'acaba, Newman els va ordenar que s'aturissin abans d'agrair "a tots aquests músics, molts dels quals han treballat per a mi diverses vegades i potser no de nou".
A més d'escriure cançons per a pel·lícules, també escriu cançons per a sèries de televisió com el tema principal guanyador de l'Emmy de Monk, "És una selva allà fora". Newman també va compondre la cançó guanyadora del premi Emmy "When I'm Gone" per a l'episodi final.
Newman va escriure la música per a Walt Disney Animation Studios' The Princess and the Frog (La princesa i la granota). Durant la reunió anual d'accionistes de Disney el març de 2007, Newman va interpretar una nova cançó escrita per a la pel·lícula. Va estar acompanyat per la Dirty Dozen Brass Band. L'escenari de Nova Orleans de la pel·lícula va jugar amb les fortaleses musicals de Newman, i les seves cançons contenien elements de música cajun, zydeco, blues i Dixieland jazz. Dues de les cançons, "Almost There" i "Down in Nova Orleans", van ser nominats als Oscars.
En total, Newman ha rebut 22 nominacions als premis de l'Acadèmia amb dues victòries, totes dues a la millor cançó original. Mentre acceptava el premi per "We Belong Together" el 2011, va fer broma "els meus percentatges no són genials".

## Discografia

### Àlbums d'estudi
- 1968: Randy Newman
- 1970: 12 Songs
- 1972: Sail Away
- 1974: Good Old Boys
- 1977: Little Criminals
- 1979: Born Again
- 1983: Trouble in Paradise
- 1988: Land of Dreams
- 1995: Randy Newman's Faust
- 1999: Bad Love
- 2003: The Randy Newman Songbook Vol. 1
- 2008: Harps and Angels
- 2011: The Randy Newman Songbook Vol. 2
- 2016: The Randy Newman Songbook Vol. 3
- 2017: Dark Matter

### Música per a pel·lícules
- 1971: Un mes d'abstinència (Cold Turkey)
- 1981: Ragtime
- 1984: El millor  (The Natural)
- 1986: Els Tres Amigos (Three Amigos)
- 1989: Parenthood
- 1989: Major League
- 1990: Avalon
- 1990: Despertar (Awakenings)
- 1994: The Paper
- 1994: Maverick
- 1995: Toy Story
- 1996: James And The Giant Peach
- 1996: Michael
- 1998: A Bug's Life
- 1998: Pleasantville
- 1999: Toy Story 2
- 2000: Els pares d'ella (Meet the Parents)
- 2001: Monsters, Inc.
- 2003: Seabiscuit
- 2004: Meet the Fockers
- 2006: Cars
- 2008: Ella és el partit (Leatherheads)
- 2009: Tiana i el gripau (The Princess and the Frog)
- 2010: Toy Story 3
- 2013: Monsters University
- 2017: Cars 3
- 2017: The Meyerowitz Stories
- 2019: Toy Story 4
- 2019: Marriage Story

## Premis i nominacions

### Premis Oscar
| Any  | Categoria             | Pel·lícula                | Cançó                     | Resultat  |
| ---- | --------------------- | ------------------------- | ------------------------- | --------- |
| 1982 | Millor banda sonora   | Ragtime                   |                           | Nominat   |
| 1982 | Millor cançó original | Ragtime                   | "One More Hour"           | Nominat   |
| 1985 | Millor banda sonora   | The Natural               |                           | Nominat   |
| 1990 | Millor cançó original | Parenthood                | "I Love to See You Smile" | Nominat   |
| 1991 | Millor banda sonora   | Avalon                    |                           | Nominat   |
| 1995 | Millor cançó original | The Paper                 | "Make Up Your Mind"       | Nominat   |
| 1996 | Millor banda sonora   | Toy Story                 |                           | Nominat   |
| 1996 | Millor cançó original | Toy Story                 | "You've Got a Friend"     | Nominat   |
| 1997 | Millor banda sonora   | James and the Giant Peach |                           | Nominat   |
| 1999 | Millor banda sonora   | Pleasantville             |                           | Nominat   |
| 1999 | Millor banda sonora   | A Bug's Life              |                           | Nominat   |
| 1999 | Millor cançó original | Babe: Pig in the City     | "That'll Do"              | Nominat   |
| 2000 | Millor cançó original | Toy Story 2               | "When She Loved Me"       | Nominat   |
| 2001 | Millor banda sonora   | Meet the Parents          |                           | Nominat   |
| 2002 | Millor cançó original | Monsters, Inc.            | "If I Didn't Have You"    | Guanyador |
| 2002 | Millor banda sonora   | Monsters, Inc.            |                           | Nominat   |
| 2007 | Millor cançó original | Cars                      | "Our Town"                | Nominat   |
| 2010 | Millor cançó original | The Princess and the Frog | "Almost There"            | Nominat   |
| 2010 | Millor cançó original | The Princess and the Frog | "Down in New Orleans"     | Nominat   |
| 2011 | Millor cançó original | Toy story 3               | "We Belong Together"      | Guanyador |

### Premis Globus d'Or
| Any  | Categoria                    | Pel·lícula   | Cançó                     | Resultat |
| ---- | ---------------------------- | ------------ | ------------------------- | -------- |
| 1982 | Millor cançó original        | Ragtime      | "One More Hour"           | Nominat  |
| 1990 | Millor cançó original        | Parenthood   | "I Love to See You Smile" | Nominat  |
| 1991 | Millor banda sonora original | Avalon       |                           | Nominat  |
| 1996 | Millor cançó original        | Toy Story    | "You Got a Friend in Me"  | Nominat  |
| 1999 | Millor banda sonora original | A Bug's Life |                           | Nominat  |
| 2000 | Millor cançó original        | Toy Story 2  | "When She Loved Me"       | Nominat  |

### Premis BAFTA
| Any  | Categoria             | Pel·lícula | Cançó           | Resultat |
| ---- | --------------------- | ---------- | --------------- | -------- |
| 1983 | Millor cançó original | Ragtime    | "One More Hour" | Nominat  |

### Premis Emmy
| Any  | Categoria                     | Pel·lícula | Cançó | Resultat  |
| ---- | ----------------------------- | ---------- | ----- | --------- |
| 1991 | Millor música i lletres       | Cop Rock   |       | Guanyador |
| 2004 | Millor tema musical principal | Monk       |       | Guanyador |
| 2010 | Millor música i lletres       | Monk       |       | Guanyador |

### Premis Grammy
| Any  | Categoria                                                                              | Pel·lícula                | Cançó                     | Resultat  |
| ---- | -------------------------------------------------------------------------------------- | ------------------------- | ------------------------- | --------- |
| 1983 | Millor àlbum de banda sonora original escrita per a pel·lícula o especial de televisió | Ragtime                   |                           | Nominat   |
| 1985 | Millor composició instrumental                                                         | The Natural               |                           | Guanyador |
| 1990 | Millor cançó escrita per a pel·lícula o televisió                                      | Parenthood                | "I Love To See You Smile" | Nominat   |
| 1992 | Millor composició instrumental escrita per a pel·lícula o televisió                    | Avalon                    |                           | Nominat   |
| 1992 | Millor composició instrumental escrita per a pel·lícula o televisió                    | Despertar                 |                           | Nominat   |
| 2000 | Millor composició instrumental escrita per a pel·lícula, televisió o mitjà visual      | A Bug's Life              |                           | Guanyador |
| 2000 | Millor cançó escrita per a pel·lícula, televisió o televisió o mitjà visual            | A Bug's Life              | "The Time Of Your Life"   | Nominat   |
| 2001 | Millor cançó escrita per a pel·lícula, televisió o televisió o mitjà visual            | Toy Story 2               | "When She Loved Me"       | Guanyador |
| 2001 | Millor àlbum de banda sonora per a pel·lícula, televisió o mitjà visual                | Toy Story 2               |                           | Nominat   |
| 2003 | Millor cançó escrita per a pel·lícula, televisió o televisió o mitjà visual            | Monsters, Inc.            | "If I Didn't Have You"    | Guanyador |
| 2003 | Millor àlbum de banda sonora per a pel·lícula, televisió o mitjà visual                | Monsters, Inc.            |                           | Nominat   |
| 2004 | Millor àlbum de banda sonora per a pel·lícula, televisió o mitjà visual                | Seabiscuit                |                           | Nominat   |
| 2007 | Millor cançó escrita per a pel·lícula, televisió o televisió o mitjà visual            | Cars                      | "Our Town"                | Guanyador |
| 2007 | Millor àlbum de banda sonora compilatori per a pel·lícula, televisió o mitjà visual    | Cars                      |                           | Nominat   |
| 2011 | Millor àlbum de banda sonora per a pel·lícula, televisió o televisió o mitjà visual    | Toy story 3               |                           | Guanyador |
| 2011 | Millor cançó escrita per a pel·lícula, televisió o mitjà visual                        | The Princess and the Frog | "Down in New Orleans"     | Nominat   |